# Bolsa de corporales

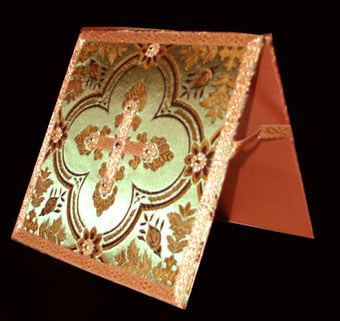
Bolsa de corporales desplegada.

Bolsa dispuesta antes de la misa en la parte superior del cáliz cubierto por el velo cubrecáliz y en cuyo interior está el corporal plegado.

Se llama bolsa de corporales a un objeto litúrgico del rito católico tradicional. Es una funda formada por dos tapas a forma de carpeta donde se guarda el corporal antes de empezar y una vez acabada la Misa, es decir, cuando no han de estar desplegados. Es del color litúrgico del día correspondiente. A partir de las innovaciones de la Misa tras el Concilio Vaticano II, su uso disminuyó muchísimo.
- Datos: Q1016957
- Multimedia: Burse / Q1016957